# Marsilea macra
Marsilea macra là một loài dương xỉ trong họ Marsileaceae. Loài này được A.Braun mô tả khoa học đầu tiên năm 1867.
Danh pháp khoa học của loài này chưa được làm sáng tỏ. 